# Сент Ансгар (Ајова)
Сент Ансгар (енгл. St. Ansgar) град је у америчкој савезној држави Ајова. По попису становништва из 2010. у њему је живело 1.107 становника.

## Демографија
Према попису становништва из 2010. у граду је живело 1.107 становника, што је 76 (7,4%) становника више него 2000. године.
| Група             | 2000.         | 2010.         |
| Белци             | 1.025 (99,4%) | 1.089 (98,4%) |
| Афроамериканци    | 0 (0,0%)      | 0 (0,0%)      |
| Азијати           | 2 (0,2%)      | 3 (0,3%)      |
| Хиспаноамериканци | 2 (0,2%)      | 9 (0,8%)      |
| Укупно            | 1.031         | 1.107         |